# Hedemora
Hedemora er et byområde i Hedemora kommun i Dalarnas län i Sverige. Byområdet har et indbyggertal på 7.461 (2023) indbyggere.
I byen ligger det traditionelle landsbyteater Teaterladen (Hedemora Gamla Theater), opført i 1820'erne og fredet i 1964.